# ステップ!
「ステップ!」は、RCサクセションの楽曲で、8枚目のシングル。1979年7月21日発売。発売元はキティ・レコード（現・ユニバーサルミュージックLLC）。前作から3年ぶりのシングル。ニ長調。

## 解説
収録曲はどちらも、ボーカル以外のすべてのパートはスタジオミュージシャンの演奏によるテイクが採用。RCメンバーの演奏によるレコーディングは当初よりされていない。

## 収録曲
※全編曲：椎名和夫
1. ステップ!
  - 作詞・作曲：忌野清志郎
2. 上を向いて歩こう
  - 作詞：永六輔
  - 作曲：中村八大

## カバー
ステップ! -  Bank Band（2010年） - アルバム『沿志奏逢3』

## その他
松本大洋『ZERO』第21話「危局」の扉絵では、同曲の歌詞を印象的に引用している。自分と同じボクシングの異能者との一戦を「ダンス」になぞらえた主人公の発言を踏まえると（第9話「饗宴」第12話「開戦」第13話「望郷」第15話「同調」第16話「崩落」）二人の狂気と矜持がぶつかりあう、クライマックスの死闘に相応しい挿入曲といえる。